# ديفيد سينيجاليا
ديفيد سينيجاليا (بالإيطالية: Davide Sinigaglia)‏ (29 يوليو 1981 في إيطاليا - ) هو لاعب كرة قدم إيطالي في مركز الهجوم. شارك مع منتخب إيطاليا تحت 15 سنة لكرة القدم ومنتخب إيطاليا تحت 16 سنة لكرة القدم ومنتخب إيطاليا تحت 17 سنة لكرة القدم ومنتخب إيطاليا تحت 18 سنة لكرة القدم ومنتخب إيطاليا تحت 19 سنة لكرة القدم. أما مع النوادي، فقد لعب مع أتالانتا وإنتر ميلان ونادي بادوفا ونادي بيستويسي ونادي ترنانا ونادي تشيزينا ونادي جنوى ونادي ريجيانا 1919 ونادي مونزا ونادي نوفارا وAS Giana Erminio ‏ ونادي لوميتساني ونادي أريتسو وAC Meda 1913 ‏ ولانشانو كالتشيو 1920 ‏.

## روابط خارجية
- ديفيد سينيجاليا على موقع قاعدة بيانات كرة القدم.إي يو (الإنجليزية)
- ديفيد سينيجاليا على موقع Soccerway.com (الإنجليزية)